# Neohipparchus verjucodumnaria
Neohipparchus verjucodumnaria är en fjärilsart som beskrevs av Charles Oberthür 1916. Neohipparchus verjucodumnaria ingår i släktet Neohipparchus och familjen mätare. Inga underarter finns listade i Catalogue of Life.